# Вендский крестовый поход
Вендский крестовый поход (нем. Wendenkreuzzug) или Крестовый поход против славян согласно советской и российской историографии — военная кампания, состоявшаяся в 1147 году.. Представлял собой поход европейских (саксонских, датских и польских) войск против вендов, проживавших на территории между Эльбой, Траве и Одером. 
Вендский крестовый поход некоторые историки относят ко Второму крестовому походу. Мотивы, двигавшие крестоносцами, разнообразны. Над идейными и религиозными убеждениями преобладали светские мотивы князей, претендовавших на власть в пограничных областях, колонизаторские устремления и внутренние политические отношения в Священной Римской империи.
Источники указывают, что крестовый поход продлился три месяца. Данные о численности войск малодостоверны. Так на земли вендов вторглось 100 тысяч немцев, столько же датчан и 20 тысяч польских крестоносцев. Среди немецких крестоносцев были Генрих Лев, Альбрехт Медведь со своими сыновьями, герцог Конрад I Церингенский, пфальцграф Герман фон Шталек, пфальцграф Фридрих Саксонский, маркграф Конрад I Мейсенский, Хартвиг I фон Штаде, граф Амменслебена Оттон и граф Адольф II Гольштейнский. Кроме того, в походе принимали участие моравские князья Отто Сватоплук и Вратислав. Со стороны церкви в крестовый поход отправились архиепископы Гамбурга-Бремена и Магдебурга, епископы Бранденбурга, Хальберштадта, Хафельберга, Мерзебурга, Мюнстера и Фердена, епископ Генрих Ольмюцкий и аббат Вибальд Корвейский.

## Предыстория
Пограничный регион между христианскими и языческими территориями характеризовался контрастом между укреплением власти на немецкой стороне и упадком власти на славянской стороне. Для немецких князей стабильность в пограничном регионе имела особое значение. Поэтому они поддерживали создание крупных государственных объединений в славянском регионе, таких как княжество Наконидов, управляемое ободритским князем Генрихом Любекским. Миссионерская деятельность на этих территориях занимала второстепенное место.
В 1127 году умер правитель государства ободритов Генрих Любекский из рода Наконидов. Это привело к новому витку нестабильности на границе и как следствие к изменениям в политике немцев в отношениях со славянами. Окончательный перелом в политике немецких князей произошёл после нападения бодричей на Зегеберг в 1137 году. Тем не менее, союзнические отношения по-прежнему связывали непосредственных соседей: князя бодричей Никлота и графа Адольфа II Гольштейнского и Альбрехта Медведя и гевельского князя Прибыслава-Генриха.
Изменения в немецко-славянских отношениях были вызваны несколькими факторами. С одной стороны, пропаганда и успех Первого крестового похода укрепили самосознание и убедили в превосходстве церкви и христианства по отношению к язычеству. Это возросшее чувство собственного достоинства вступало в противоречие с неопределённостью, царившей в отношениях с соседями. С другой стороны, мир мог принести на пограничные земли процветание и соответственно прирост населения, который наблюдался в целом в западной и центральной части Европы во второй половине XI века. Для расселения и власти требовались новые территории. Эти земли направленно заселялись колонистами из других регионов, например, Нидерландов, с целью экономического развития территорий. Славяне отождествляли христианство с рабством и иностранным господством, что делало невозможной миссионерскую деятельность.

### Первые планы крестового похода на вендов
Первые планы крестового похода против вендов появились ещё в 1107—1108 годах по итогам Первого крестового похода и независимо от Рима. К этому времени относятся первые призывы к крестовому походу против языческих полабских славян, содержавшие идею захвата их земель.
Призывы к крестовому походу 1107—1108 годов содержат описание бедствий христианского населения и церкви, которые приносили язычники и их набеги. В них выдвинуты требования не обращения язычников в веру, а их покорения с целью освобождения церкви и христиан. Интересы сосредоточены на освобождении когда-то христианских земель, а не на языческом населении. Крестовый поход представляется как освободительная война с целью возврата христианских земель: «Ибо это наш Иерусалим, изначально свободный, низведённый в раба жестокостью язычников».
Призыв к крестовому походу обещает двойную награду — духовную и светскую. Элемент материального вознаграждения выступает со всей отчётливостью: «Если крестоносцы пожелают, они могут завоевать самую лучшую страну для поселения. Хотя язычники скверны, их земля богато одарена мясом, мёдом и мукой».

## Идея Вендского крестового похода

### Рейхстаг во Франкфурте
Идея крестового похода против вендов возникла, как предполагается, в период между двумя рейхстагами — в Шпайере в конце декабря 1146 года и Франкфурте в марте 1147 года. В Шпейере Конрад III объявил о своём участии во Втором крестовом походе. Рейхстаг во Франкфурте урегулировал вопросы власти в империи перед выступлением во Второй крестовый поход. На этом рейхстаге речь зашла и о крестовом походе против вендов. Саксонские князья отказались от участия в походе в Палестину, сославшись на угрозу, исходившую для их границ со стороны язычников-славян. Кто выдвинул предложение отправиться с походом вместо Палестины на вендов, из источников установить невозможно, но оно было одобрено участниками рейхстага и в частности Бернаром Клервоским. В этом предприятии были заинтересованы те князья в Саксонии, которые не состояли в союзнических отношениях со славянами. Инициатива похода против вендов могла исходить от них, ведь они получали тем самым возможность выполнить свой христианский долг, не испытывая трудностей пути на Восток, и получить власть над вендскими землями. Поход против полабских славян был выгоден и наиболее влиятельным князьям Саксонии — Альбрехту Медведю и Генриху Льву, решавшим таким образом свои военно-политические проблемы.

### Призывы к крестовому походу против вендов
Идея крестового похода против вендов распространилась в Священной Римской империи благодаря воззванию Бернара Клервоского в марте 1147 года. Сама идея была внесена светскими князьями на рейхстаге, а концепция с религиозным обоснованием была сформулирована Бернаром. 11 апреля 1147 года последовала папская булла Divini dispensatione, содержавшая сходный по смыслу призыв папы Евгения III, уравнявшего крестовый поход против вендов с крестовыми походами на Восток и Реконкистой. Папа пообещал участникам крестового похода на вендов отпущение грехов и пригрозил отлучением от церкви тем, кто во имя мирской наживы не сдержит свой обет крестоносца. Два воззвания к крестовому походу против вендов отличались по целям. Если Евгений III требовал лишь обращения вендов в веру, то Бернар призывал к уничтожению народа, natio deleatur, что часто преподносится как категорический девиз «Крещение или смерть». Однако действительно ли это имел в виду Бернар, подвергается сомнению. Во-первых, natio deleatur может означать не уничтожение людей, а разрушение властных структур. Во-вторых, Бернар Клервоский был одним из ведущих мыслителей католической церкви того времени. Насильственное обращение в веру под девизом «Крещение или смерть» противоречило бы официальному учению церкви. Каноническое право, всё более прочно утверждавшееся в то время, придерживалось мнения, что обращение в веру должно происходить на основе свободного волеизъявления. Кроме того, «Крещение или смерть» не согласуется со взглядами Бернара, которые он излагал в других трудах, посвящённых обращению с евреями, еретиками и язычниками. Воззвания Бернара Клервоского и папы Евгения III к крестовому походу против вендов отличаются от предыдущих посланий такого рода тем, что целью, поставленной перед крестоносцами, впервые являлась не земля, которая должна была стать христианской, а обращение язычников в веру.

## Планы и подготовка
В воззвании Бернар Клервоский указал дату сбора — 29 июня и место сбора — Магдебург. Папа Евгений III в своём послании от 11 апреля 1147 года назначил только одного легата, Ансельма Хафельбергского. Это свидетельствует о том, что на этот момент было запланировано единое войско рыцарей-крестоносцев. Фактически же против вендов выступило два войска: одно возглавлял Генрих Лев, а другое — Альбрехт Медведь, и они вторглись на славянские земли с разных сторон. Для подготовки крестового похода против вендов 23 апреля 1147 года был созван рейхстаг в Нюрнберге, на котором Генрих Лев предположительно заявил о своём решении вести войско на земли бодричей. Для дальнейшей подготовки похода саксонские дворяне собрались в начале июня 1147 года в Гермерслебене близ Магдебурга.
В Магдебурге, где согласно воззванию Бернара Клервоского должны были собраться войска, появилась лишь часть крестоносцев. Это соединение крестоносцев с Альбрехтом Медведем во главе выдвинулось во второй половине июля в путь к землям гевелов и лютичей. В это же время против бодричей выступило второе войско, возглавляемое Генрихом Львом. Где формировалось второе войско, осталось неизвестным.
Очевидно, что в первоначальный план крестового похода на славян, предусматривавшего только один удар по территории лютичей и поморян, были внесены изменения. Об этом говорит не только несоразмерность двух войск: войско Альбрехта Медведя было значительно больше войска Генриха Льва. Никлот в спешке занялся обороной своих земель от войска Генриха лишь после рейхстага в Нюрнберге. Это свидетельствует о том, что изначально крестовый поход на земли Никлота не планировался, ведь воззвания к крестовому походу и планы этой военной кампании не могли ускользнуть от его внимания. Ситуация выглядит так, как если бы Никлот не видел поначалу в крестовом походе опасности для своей власти. Гельмольд из Бозау сообщает, что поводом для разделения войска крестоносцев послужило нападение отрядов Никлота на саксонские поселения в конце июня, что однако противоречит информации Гельмольда об оборонительных мерах, предпринятых Никлотом. Скорее всего, решение о разделении войска крестоносцев было принято раньше.

### Роль Генриха Льва и Альбрехта Медведя
Вероятно, инициатива крестового похода против вендов исходила от светских правителей. Саксонские князья на Франкфуртском рейхстаге все до одного претендовали на славянские территории. О заинтересованности религиозных и светских правителей Саксонии в таком предприятии говорит и первый призыв к крестовому походу 1107—1108 годов. Основную роль сыграли два могущественных князя Саксонии — Генрих Лев и Альбрехт Медведь, имевшие особый интерес к земле вендов. Генрих Лев претендовал на территории к северу от Эльбы и Эльды, а Альбрехт Медведь — на земли южнее. Для них обоих крестовый поход против славян представлял больший интерес, чем крестовый поход на Ближний Восток. В особенности Генриху в свете проблемных отношений его рода Вельфов с правящим домом Штауфенов удобнее было бы не участвовать в походе вместе с императором Конрадом III. Однако в планировании и подготовке похода на славян Альбрехт принял более активное участие.

### Реакция славян

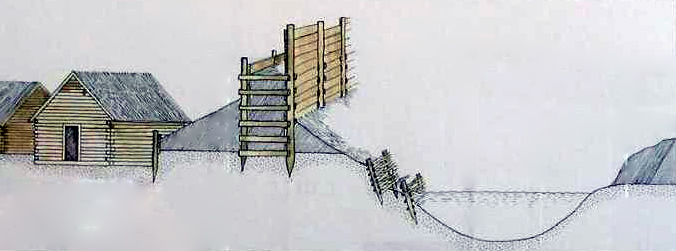
Схема фиктивной крепостной стены у славян в X—XI веках

Масштабная подготовка столь крупных военных действий как крестовый поход и призывы к участию в нём не могли остаться незамеченными для славян. Известно о реакции со стороны бодричей и их правителя Никлота.
Никлот, на территории которого вторгся Генрих Лев, распорядился о возведении крепостных укреплений и в частности укрепления крепости Добин. С саксонским графом Адольфом II Гольштейнским Никлота связывал союзнический договор: на вендской территории имелись поселения графа Адольфа, зависевшие от расположения Никлота. Поэтому Никлот обратился к Адольфу с просьбой о заступничестве перед Генрихом, но Адольф отказал, проявив лояльность к немецкому князю. Никлот обвинил его в вероломстве и заявил о расторжении союза, пообещав тем не менее при этом предупреждать о возможных нападениях на его селения.
В конце июня 1147 года Никлот совершил внезапный удар по колонистам на южной Эльбе, захватив их имущество и взяв пленных. Начало военным действиям было положено утром 26 июня 1147 года, когда военный флот бодричей напал на Любице (Старый Любек). Держа слово, данное графу Адольфу, Никлот сообщил ему о нападении на Любице за день до этого. Гельмольд из Бозау сообщает, что погибло 300 человек. Поселение было разгромлено, а осада любицкой крепости продолжалась в течение трёх дней. Конница бодричей громила саксонские посёлки и ушла с территории только после того, как получила известие о том, что граф Адольф собирает войска. Крестоносцев в это время там не было, и графу Адольфу понадобилось несколько дней, чтобы собрать войско. Нападение бодричей стало ещё одним оправданием для крестового похода с целью защиты христианских земель. Новость о том, что славяне первыми начали войну, быстро распространилась и ускорила начало крестового похода.

## Ход крестового похода

### Поход крестоносцев Альбрехта Медведя

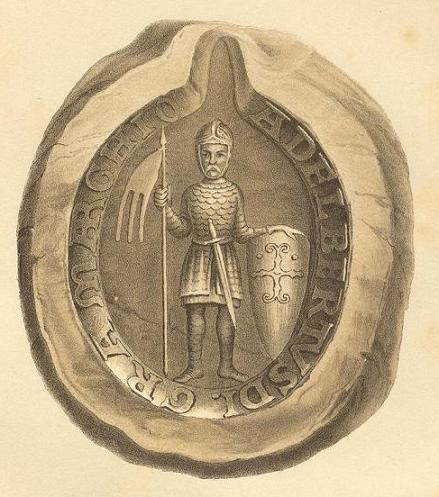
Печать Альбрехта Медведя, маркграфа Бранденбурга

С войском крестоносцев под руководством Альбрехта Медведя, вторгшимся на территории северных лютичей и поморян, выступили Конрад I Мейсенский, архиепископ Магдебурга, Ансельм Хафельбергский и Вибальд Корвейский. Войска прошли через Хафельберг и Мальхов, разорив там языческое святилище, и осадили крепость Деммин. Оттуда крестоносное войско или, вероятнее, его часть направилось к Штеттину и осадило его. Согласно анналам Винценца Пражского, немецкие рыцари понесли в боях серьёзные потери. Осаждённые, уже несколько поколений подвергавшиеся христианизации миссионерами, взывали к имперским епископам, находившимся при войске. Последовавшие переговоры привели к заключению мира. На встрече летом 1148 года поморянский князь Ратибор и саксонские князья исповедались и принесли клятву бороться за христианскую веру.

### Поход крестоносцев Генриха Льва
О северном войске известны только события вокруг крепости Добин. Юный Генрих Лев, которому было приблизительно 18 лет, со своим войском, в котором присутствовал архиепископ Бремена Адальберт, направился в Добин и осадил крепость. Среди осаждавших Добин были и датские войска. Однако по словам Гельмольда из Бозау они были столь неумелы в военном деле, что своей атакой привели к потерям среди крестоносцев. Предположительно в Добине также состоялись переговоры по образцу Деммина с крещением или как минимум символическим крещением осаждённых и освобождением пленных.

### Оборона славян
Славяне избегали открытых сражений и уходили в подготовленные крепости, скрывались в лесах и болотах. В истории Штеттина известно о попытке использования славянами дипломатических средств. На крепости были установлены кресты, а к крестоносцам отправлены послы, среди которых был епископ, которые, ссылаясь на Отто Бамбергского, заявили, что уже являются христианами и что для укрепления веры лучше вести миссионерскую деятельность, а не крестовый поход. После этого начались мирные переговоры.
Руяне пытались прийти на помощь соседям-бодричам, напав на плохо охраняемый датский флот, стоявший на якоре у Рюгена, и заставив датчан вернуться домой. Польские крестоносцы («признанные»[кем?] славяне-христиане Болеслава III) участвовали в военных действиях на неподвластных им территориях Поморья.

### Участие в походе русских князей
Согласно информации Магдебургских анналов, в 1147 году в походе против язычников пруссов (по данным современных историков — против ятвягов) совместно с польским князем Болеславом IV Кудрявым приняло участие и «бесчисленное войско» кого-то из князей Руси — по словам католического хрониста, «менее правоверной, но всё же отмеченной званием христианским». По мнению В. Т. Пашуто, войско было волынско-смоленским по своему составу, по мнению А. Б. Головко — киевско-смоленским (ввиду союзнических отношений Киева с польскими князьями и традиционной заинтересованности киевлян в балтийском регионе), по мнению А. В. Назаренко — туровским, волынским и, возможно, городенским; однако, по мнению последнего, борьба русских князей за контроль над Киевом в том же 1147 году означала, что масштаб похода не мог быть слишком значительным. В. Пашуто указывает на то, что стратегической целью внешней политики Руси середины XII века мог быть контроль над Ятвягией и в перспективе Пруссией; за два года до похода с этой целью великий князь Всеволод Ольгович получил в качестве компенсации за военную помощь польским князьям стратегически важный город Визна, что означало полный контроль Руси над путём на Пруссию и отрезание Ятвягии от Польши. Как считает А. Назаренко, опыт сотрудничества Руси с католическими государствами в покорении язычников, а также самочинное поставление киевским князем Изяславом Мстиславичем митрополита Климента (Клима) Смолятича, приведшее к разрыву Руси с Константинополем, натолкнули папу Евгения III на мысль организовать на территории Руси и Венгрии папскую миссию во главе с известным проповедником Герхохом Рейхерсбергским, однако этот план не был реализован из-за противодействия венгерского короля Гезы II. В это же время возможностью обращения Руси в католичество интересовался у краковского епископа Матвея и идеолог крестового похода Бернард Клервоский.

## Результаты
Источники часто указывают на безрезультатность крестового похода на славян, однако к этой оценке следует подходить с долей осторожности. Авторами источников выступают священники, и потому в своих записях они отразили своё разочарование исходом кампании. Так, Гельмольд из Босау сообщает, что венды не воспринимали крещение с должной серьёзностью. Он также критикует саксонских князей, занятых вопросами власти и недостаточно серьёзно относившихся к своей миссии борьбы с язычеством. Однако для оценки успеха похода важно определить её критерии и, в частности, на чём основываться в оценке: на призыве Бернара Клервоского или папы Евгения III. Также необходимо установить приоритет религиозных и светских целей крестового похода. Очевидно, что крестовый поход на славян в 1147 году имел свои результаты, возможно, не столь масштабные, как хотелось бы церкви.
Для светской жизни к результатам похода можно с уверенностью причислить массированную демонстрацию власти саксонских князей, прежде всего, Альбрехта Медведя и Генриха Льва. Это нашло отражение в дани, которой были обложены славянские правители. Результаты для церкви выразились в восстановлении епископств Хафельберг, Бранденбург, Ольденбург и Мекленбург и создании новых епископств, строительстве новых церквей и монастырей.